# Beurs - Grote Markt
Beurs - Grote Markt (Frans: Bourse - Grand-Place) is een station van de Brusselse premetro, gelegen in het centrum van de stad Brussel. Tot 2019 had het de naam Beurs (Bourse).

## Geschiedenis
Het station werd geopend op 4 oktober 1976 als onderdeel van de Noord-Zuidas tussen Noordstation en Lemonnier. Bij de opening van het station werden slechts de verlaagde zijperrons gebruikt, terwijl de middenperrons, voorzien voor de metrolijn 3 onverlaagd en ontoegankelijk bleef.
In de loop van het jaar 2003-2004 werden de middenperrons van het Noord-Zuidas station verlaagd om de instaptijd van de reizigers te verkorten. In het begin van deze nieuwe inrichting gold de regel: instappen langs het middenperron en uitstappen langs de zijkanten. Echter werd de Spaanse methode in de loop der jaren minder en minder formeel toegepast.
In 2016 kwam het station in het nieuws omwille van het slechte onderhoud, stank en de aanwezigheid van druggebruikers. Tussen april 2017 en augustus 2018 krijgt dit station een opknapbeurt waarbij de veiligheid en het veiligheidsgevoel van de reizigers wordt verbeterd door in te zetten op netheid, camerabewaking, sanitaire voorzieningen en voldoende verlichting. Ook het asbest wordt er verwijderd en men bouwt toegangen voor rolstoelgebruikers. Op 7 februari 2019 werd het gerenoveerd station geopend en de naam gewijzigd naar Beurs - Grote Markt.
In 2024 zou dit station bediend moeten worden door de toekomstige Brusselse metrolijn 3.

## Situering
Het premetrostation bevindt zich onder de Anspachlaan, nabij de Beurs van Brussel (van 1873 tot 2015 met beurshandel). Ter hoogte van de Dansaertstraat is er een andere halte, waar twee andere MIVB-bussen en bussen van De Lijn stoppen.
De lokettenzaal van het station ligt in de oude overloopbekkens van de eerste Zenneoverwelving. Bovengronds is Beurs het begin-/eindpunt van twee MIVB-buslijnen.

## Kunst
Aan het plafond van de lokettenzaal bevinden zich 75 traag bewegende cilinders van roestvrij staal. Het kunstwerk van Pol Bury draagt de naam Moving Ceiling. Paul Delvaux creëerde voor boven de perrons het olieverfschilderij Nos vieux Trams Bruxellois. Het kunstwerk is meer dan 13 meter breed en laat de nostalgie van oude Brusselse trammetjes zien.

## Afbeeldingen

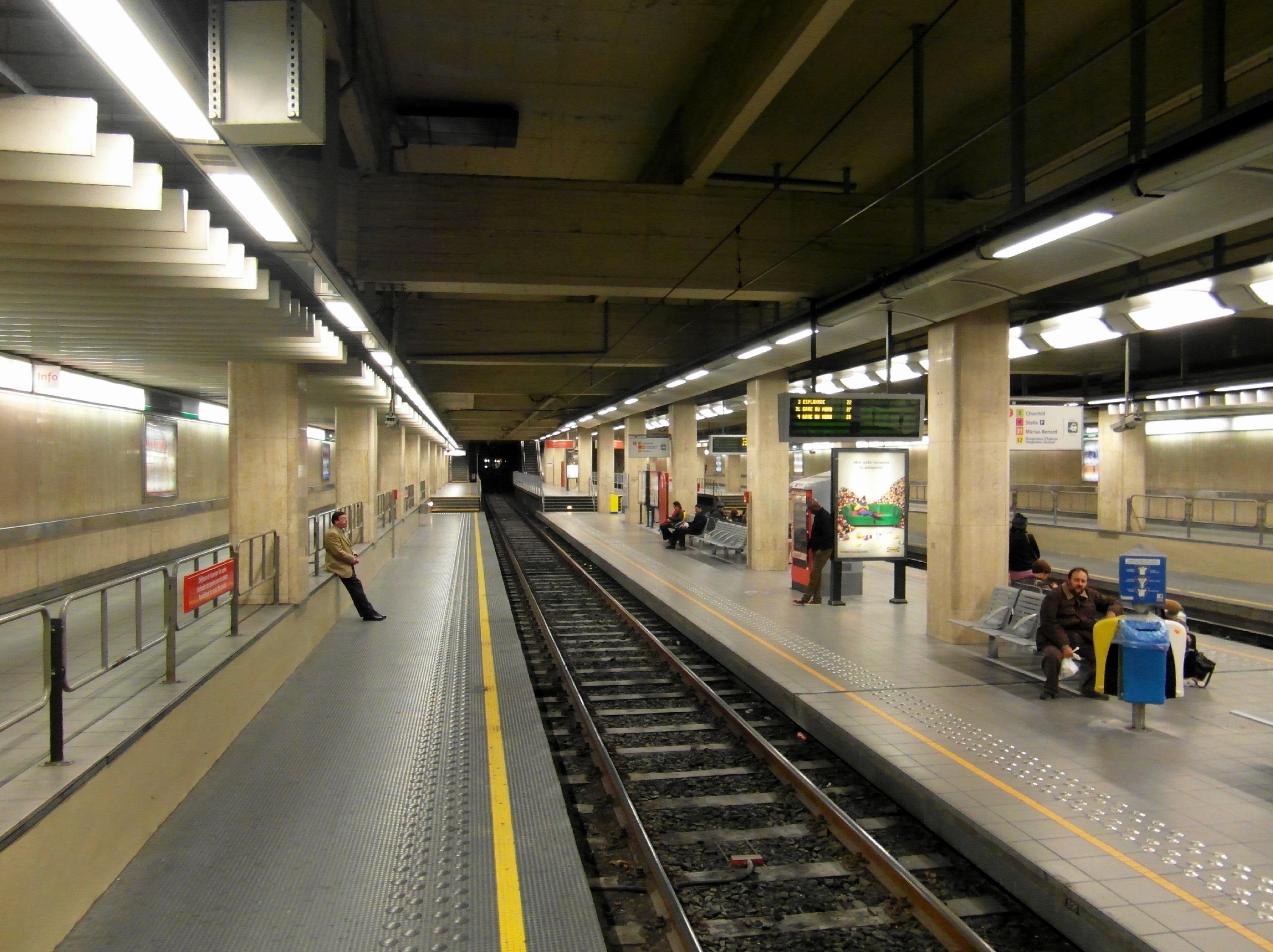
Overzicht van de zij- en middenperrons.
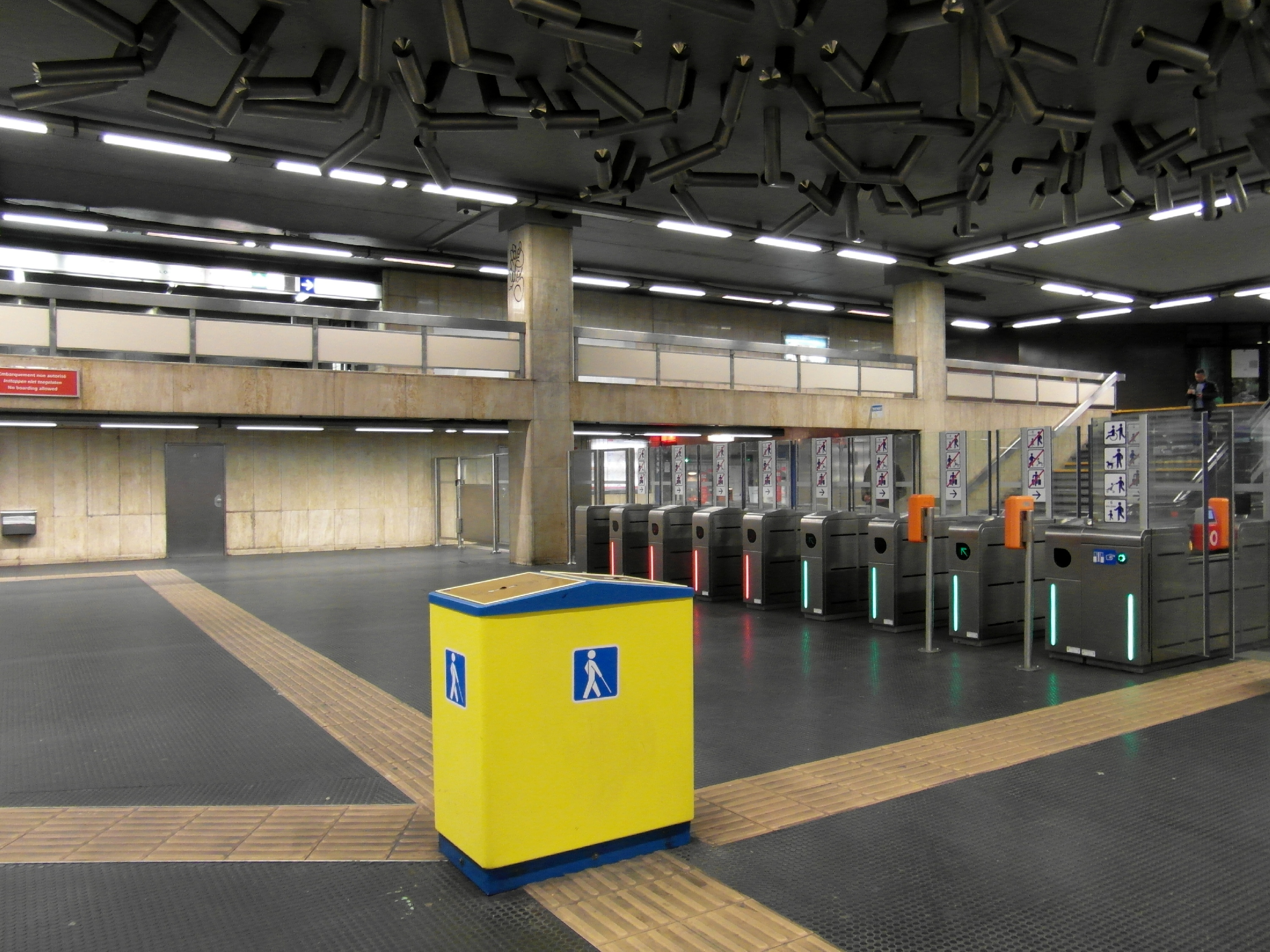
Kunst aan het plafond.
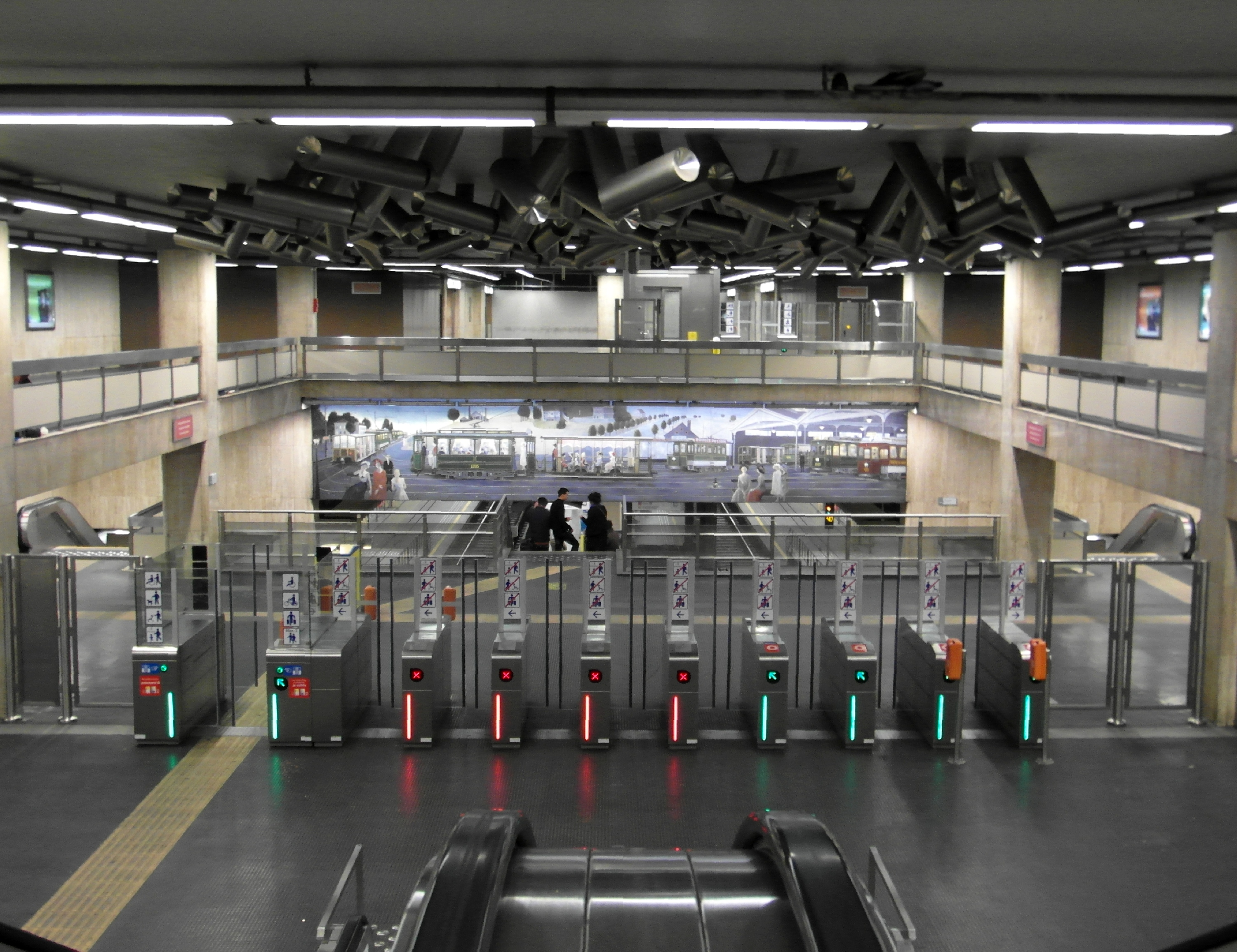
Lokettenzaal.
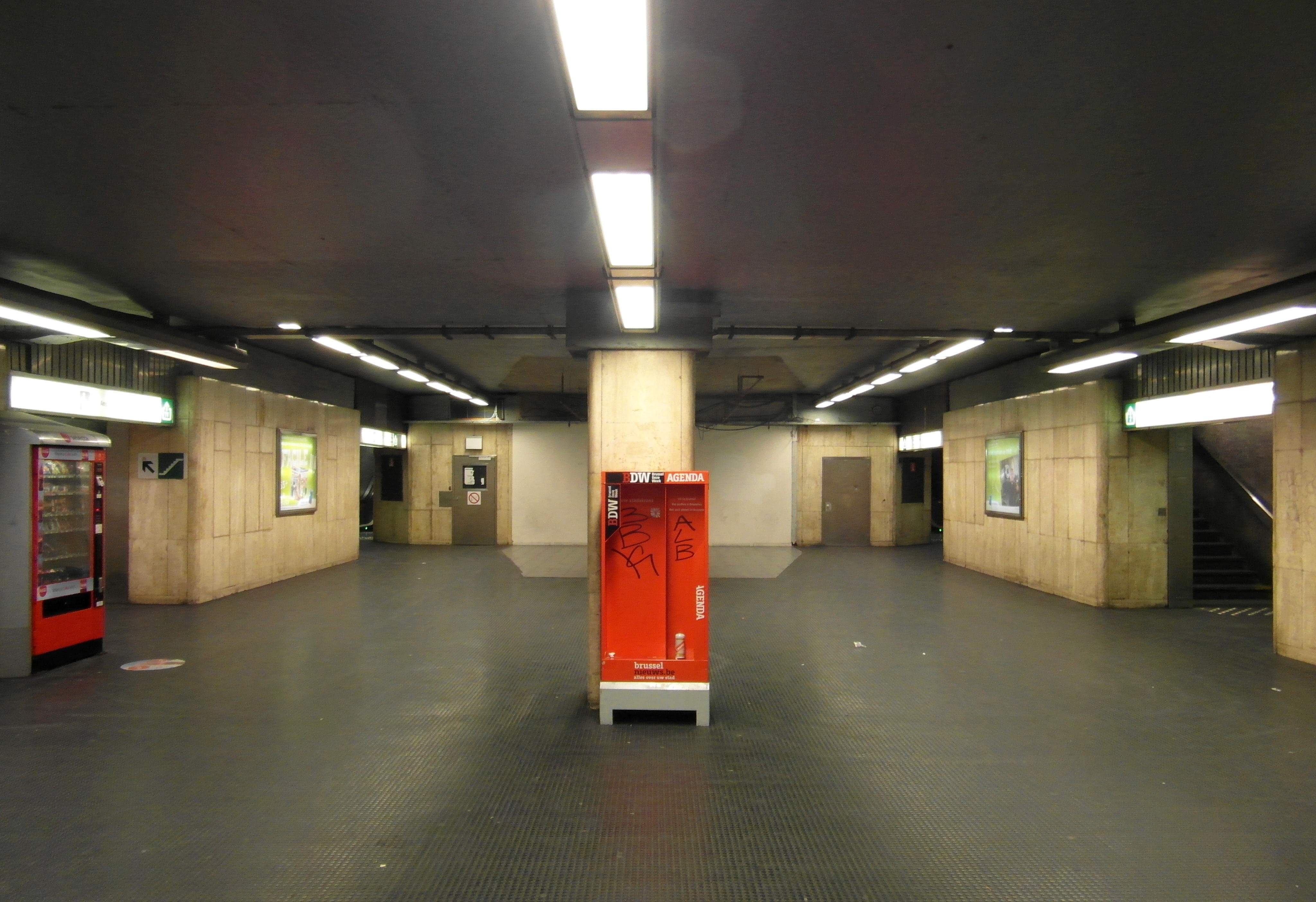
Grote lege gangen met vaak voorkomende stank.
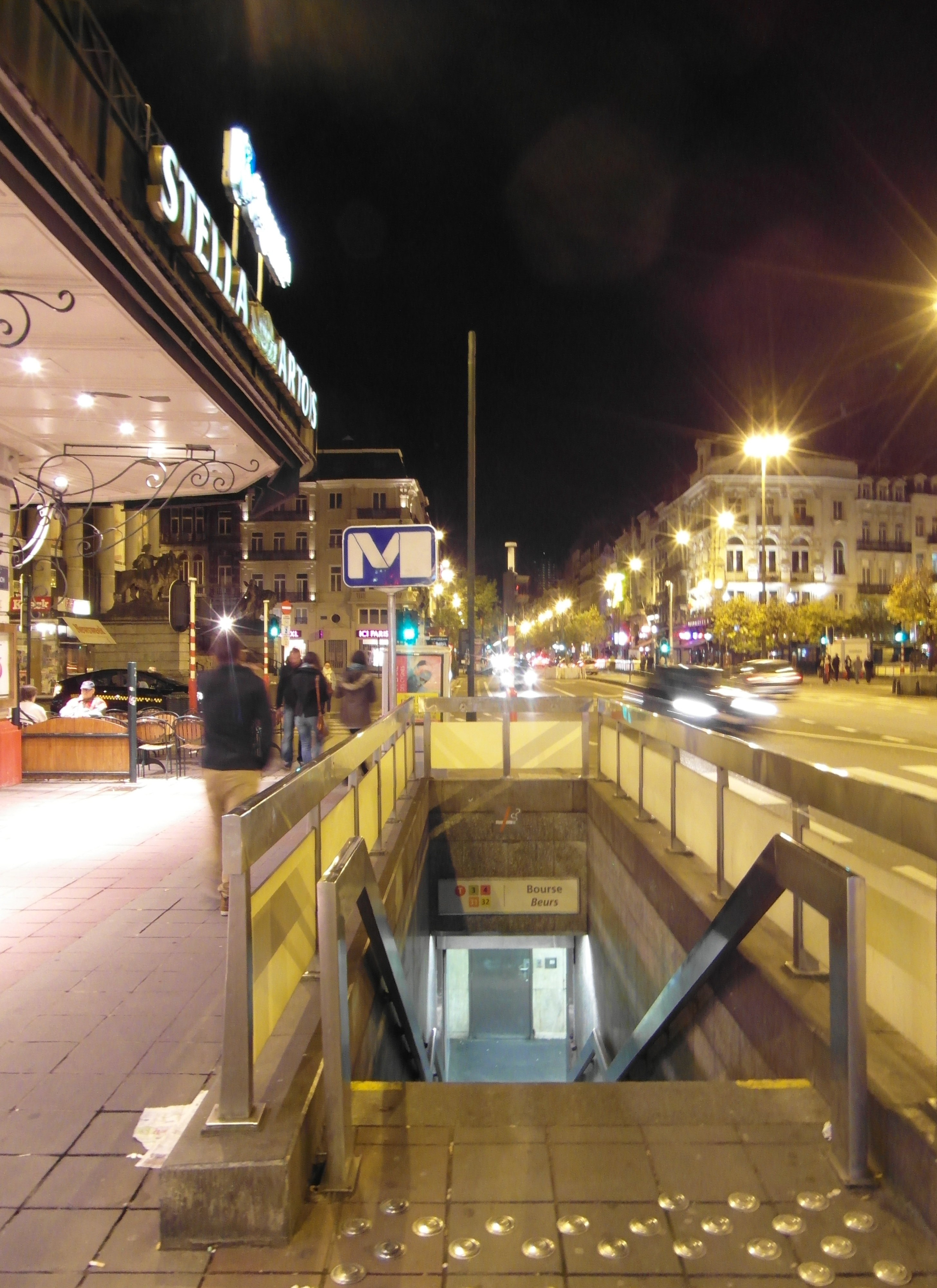
Bovengrondse toegang op de Anspachlaan.